# Sellye
Sellye [šeje] (dříve též Sölle nebo Sejje, německy Schelle, chorvatsky Šeljin nebo Šejin, lotyšsky Šelje, srbsky Шеље, Šelje, ukrajinsky Шелльє, Šelľě) je město v Maďarsku v župě Baranya. Nachází se asi 39 km jihozápadně od Pécse a je správním sídlem stejnojmenného okresu. Město se rozkládá na ploše 25,18 km² a žije zde 2 479 obyvatel. Podle údajů z roku 2011 zde byli 86,4 % Maďaři, 7,8 % Chorvati, 3,2 % Romové a 1,2 % Němci.
Nejbližšími městy jsou Harkány, Szentlőrinc a Szigetvár. Blízko jsou též obce Bogdása, Csányoszró, Drávaiványi, Kákics a Sósvertike.
Nachází se zde termální lázně.